# Rat Islands
Die Rat Islands (deutsch „Ratteninseln“) sind eine Inselgruppe der Aleuten im US-Bundesstaat Alaska. Sie liegen zwischen Buldir Island und den Near Islands im Westen und der Amchitka Pass und den Andreanof Islands im Osten. Die größten Inseln der Gruppe sind von West nach Ost: Kiska, Little Kiska, Segula, Rat Island oder Kryssei, Khvostof, Davidof, Little Sitkin, Amchitka und Semisopochnoi. Die gesamte Landfläche der unbewohnten Rat Islands beträgt 934,594 km². Auf den Inseln befinden sich unter anderem Brutkolonien von Bartalken, dem nach dem Zwergalk kleinsten Alkenvogel.
Der Name Rat Islands ist die englische Übersetzung des Namens, den Kapitän Friedrich Benjamin von Lütke der Inselgruppe 1827 gegeben hatte, als er auf seiner Weltumrundung die Aleuten besuchte.
Wegen der Lage auf dem pazifischen Feuerring kommt es hier häufig zu heftigen Erdbeben.

## Historische Erdbeben
- Am 9. September 1910 um 01:13:18 UTC ereignete sich hier ein Erdbeben der Stärke 7,0 auf der Richter-Skala.[2]
- Am 4. Februar 1965 um 05:01 UTC ereignete sich hier ein Erdbeben der Stärke 8,7 auf der Richter-Skala.[3] Dieses Beben verursachte einen 10,7 m hohen Tsunami auf Shemya Island.[4]
- Am 30. März 1965 um 02:27:03.4 UTC ereignete sich hier ein Erdbeben der Stärke 7,6 auf der Richter-Skala. Es war auf Adak und Amchitka Island zu spüren.[5]
- Am 17. November 2003 um 02:27:03.4 UTC ereignete sich hier ein Erdbeben der Stärke 7,8 auf der Richter-Skala.[6]